# 전파의 전파

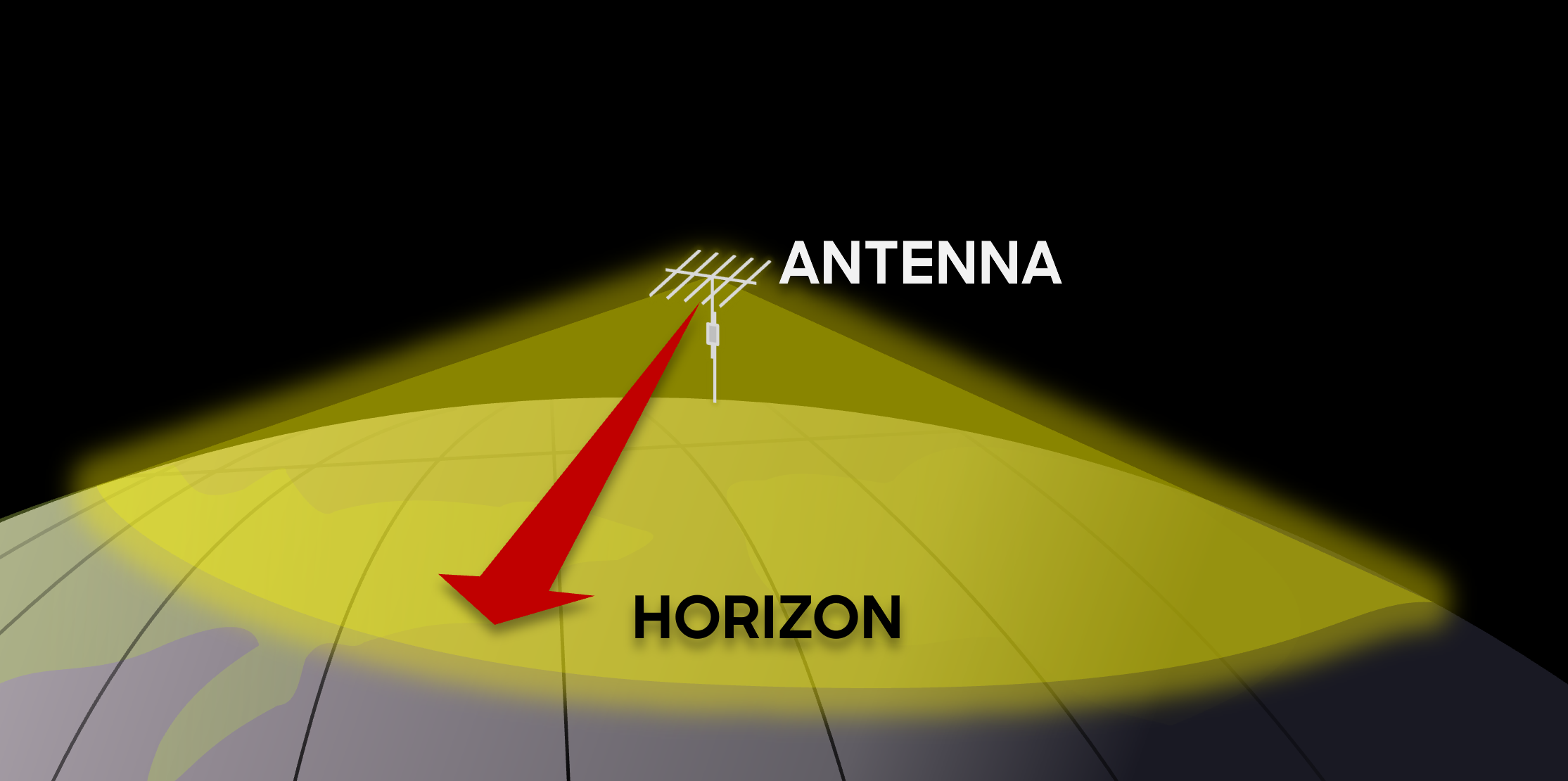

전파의 전파(電波- 傳播, radio propagation)란 전파가 공중을 가로질러 떨어진 곳에 도착하는 것이다. 무선 통신은 기본적으로 전파의 전파를 이용해서 행해진다.
전파의 전파의 안정도와 강도는 자연 현상에 영향을 받으며, 주파수와 시간, 위치 관계에 크게 좌우된다. 자연 현상이 원인으로 평소와는 다른 전파의 전파가 발생하는 것을 이상전파](異常傳播, anomalous propagation)라 한다.

## 같이 보기
- 임계 주파수